# Jan Kiełbasa (filozof)
Jan Kiełbasa (ur. 8 kwietnia 1959) – filozof, doktor habilitowany i profesor uczelni zatrudniony w Zakładzie Ontologii Instytutu Filozofii Uniwersytetu Jagiellońskiego. Wykłada również w Szkole Doktorskiej Nauk Humanistycznych UJ oraz w Kolegium Filozoficzno-Teologicznym Polskiej Prowincji Dominikanów w Krakowie. Niegdyś prowadził również kursy w Instytucie Muzykologii UJ.

## Kariera naukowa
W roku 1983 Jan Kiełbasa otrzymał tytuł magistra w Instytucie Filozofii UJ i został zatrudniony w macierzystej jednostce. 23 września 1994 roku na tej samej uczelni doktoryzował się w dziedzinie nauk humanistycznych (specjalność filozofia) na podstawie rozprawy Relacje między porządkiem ontologicznym i porządkiem aksjologicznym w ujęciu Louis Lavelle'a pisanej pod kierunkiem Jerzego Szymury. 13 czerwca 2013 roku otrzymał stopień doktora habilitowanego. Podczas uroczystości wręczenia dyplomów 23 czerwca 2014 roku laudację wygłosiła Joanna Hańderek.

### Zainteresowania naukowe
Jan Kiełbasa zajmuje się przede wszystkim historią filozofii średniowiecznej i metafizyką klasyczną, ze szczególnym uwzględnieniem patrystycznej i scholastycznej antropologii i etyki. Kontynuuje także swoje zainteresowanie współczesną filozofią francuską, która była niegdyś głównym polem jego badań. Za swojego mistrza uważa Władysława Stróżewskiego.

### Realizowane granty
- Historia rozwoju pojęcia „wola” od V do XIII wieku (02.2013–02.2018; NCN, OPUS 7)[8].

### Wypromowani doktorzy
- Jadwiga Guerrero van der Meijden (2018, promotor pomocniczy: prof. dr hab. Claudia Mariele Wulf, Tilburg Univeristy)[9];
- Karol Wilczyński (2019)[10].

## Publikacje
Publikował w wydawnictwach UJ, Peter Lang, Znak. Jego teksty ukazywały się także na łamach „Kwartalnika Filozoficznego”, „Przeglądu Tomistycznego”, „Roczników Filozoficznych KUL”, „Znaku”, „Filozofii Religii” i „Philosophia. Philosophical Quarterly of Israel”.

### Monografie
- Transcendentalny i nietranscendentalny sens jedności w myśli XIII wieku na tle filozoficznej tradycji, Kraków: Wydawnictwo Uniwersytetu Jagiellońskiego, 2011, ISBN 978-83-233-3223-7. Brak numerów stron w książce
- Historia rozwoju pojęcia woli od starożytności do XIII wieku, Kraków: Nomos, 2022, ISBN 978-83-7688-596-4. Brak numerów stron w książce (redaktor i współautor).

### Przekłady
Jest autorem oraz redaktorem tłumaczeń tekstów filozoficznych z języka łacińskiego, francuskiego i angielskiego. Wśród jego dorobku translatorskiego znajdują się dzieła św. Tomasza z Akwinu, Jeana-Paula Sartre’a i Paula Ricœura.
- Gillian R. Evans, Filozofia i teologia w Średniowieczu, Kraków: Znak, 1996, ISBN 83-7006-579-1. Brak numerów stron w książce
- Armelle Baron, Stomatologia w malarstwie, Kraków: Parol, 1999, ISBN 978-83-85331-97-1. Brak numerów stron w książce (współautor przekładu).
- Denis Huisman, Leksykon dzieł filozoficznych, Kraków: Znak, 2001, ISBN 978-83-240-0011-1. Brak numerów stron w książce (współautor przekładu).
- Jean-Paul Sartre, Byt i nicość: zarys ontologii fenomenologicznej, Kraków: Wydawnictwo Zielona Sowa, 2007, ISBN 978-83-7435-535-3. Brak numerów stron w książce (współautor przekładu).
- Tomasz z Akwinu, Kwestie dyskutowane o mocy Boga, t. 3: O podtrzymywaniu w istnieniu rzeczy przez Boga, O cudach, Kęty–Warszawa: Wydawnictwo Marek Derewiecki–Instytut Tomistyczny, 2010, ISBN 978-83-61199-32-8. Brak numerów stron w książce (współautor przekładu).